# Pleurotomella eurybrocha
Pleurotomella eurybrocha é uma espécie de gastrópode do gênero Pleurotomella, pertencente a família Raphitomidae.